# Клетно
Клетно (пол. Kletno) — село в Польщі, у гміні Строни-Шльонські Клодзького повіту Нижньосілезького воєводства.
Населення — 46 осіб (2011).
У 1975-1998 роках село належало до Валбжиського воєводства.

## Демографія
Демографічна структура станом на 31 березня 2011 року:
|          | Загалом | Допрацездатний вік | Працездатний вік | Постпрацездатний вік |
| -------- | ------- | ------------------ | ---------------- | -------------------- |
| Чоловіки | 28      | 3                  | 22               | 3                    |
| Жінки    | 18      | 4                  | 13               | 1                    |
| Разом    | 46      | 7                  | 35               | 4                    |